# Nicola Savino
Nicola Savino (Lucca, 14 de noviembre de 1967) es un locutor de radio, presentador de televisión, autor de televisión, director de radio, actor, productor discográfico e imitador italiano.

## Biografía
Nicola Savino nació en Lucca el 14 de noviembre de 1967 de padre ingeniero de Foggia y madre farmacéutica de Cosenza y creció en Metanopoli (fracción de San Donato Milanese), la ciudad donde su padre Francesco trabajaba en nombre de la ' ENI. A los siete meses perdió el dedo meñique de una mano, amputado accidentalmente por una enfermera del hospital.
Casado desde 2009 con Manuela Suma, es padre de Matilda, nacida el 2 de agosto de 2005.
Es un gran fanático del Inter y del Cosenza.

### Radio
Comenzó a trabajar en 1984 en la emisora local Radio Sandonato. En los siguientes 5 años, en los que se reparte entre la radio y las discotecas, contacta con varias cadenas radiales proponiéndose como director (Apuntaba más bajo como trabajo para tener un sueldo fijo y hacer feliz a mi madre, dijo) y en 1989 recibe respuesta positiva por parte de Claudio Cecchetto, quien lo inserta en Radio Deejay . Desde un principio dirigió W Radio Deejay, programa conducido por Marco Baldini y Fiorello, y posteriormente el del programa Baldini Ama Laurenti, con Marco Baldini, Amadeus y Luca Laurenti.
En 1995 desembarca temporalmente en RadioCapital con el programa Dos menos diez, conducido por Amadeus y Dj Angelo. En 1996 volvió a Radio Deejay, y unos meses después estuvo al aire en el programa de Linus Deejay llamado Italia, durante el cual el conductor le pide frecuentemente a Nicola que sepa su opinión como "hombre de la calle" sobre los hechos de la día: los intercambios resultantes son tan exitosos que las intervenciones de Nicola al microfono, al principio extemporáneas, se vuelven una constante de la cita radiofónica y le ganan notoriedad con el seudónimo Uomo Della Strada y sus siglas UDS.
La fórmula a dos voces del programa encuentra el favor del histórico conductor y del público, y a partir de 1999 Nicola Savino, de ahora en adelante con su nombre real, se convierte oficialmente en coanfitrión de Deejay llamada Italia. Mientras tanto, Nicola también participa en el programa Ciao belli al que, desde la primera temporada en 1998, contribuye como autor y sobre todo como imitador de personajes famosos (entre ellos Ligabue, el capitán del Inter Zanetti, Giampiero Galeazzi, Silvio Berlusconi, Enrico Ruggeri y muchos otros) dando vida a un universo surrealista junto a Digei Angelo y Roberto Ferrari.
En el verano de 2006 Savino conduce en solitario el programa de radio Río, sobre la música y los protagonistas de los años ochenta.
Nicola Savino fue el autor del Festivalbar de 1996 a 2004. De 1998 a 2002 fue el autor de Le Iene, así como la voz en off que presenta a los directores al comienzo del programa. También fue autor de Zelig Circus (2003) y Zelig Off (2004), así como de Telegatti. De 2003 a 2009 colaboró con Quelli che il calcio, durante la conducción de Simona Ventura, cubriendo el rol de corresponsal. En 2004 presentó Sformat en Rai 2 junto a Digei Angelo, Camila Raznovich y Aída Yéspica. También fue uno de los rostros simbólicos de Sky Cinema donde presentó Sky Cine News y la sitcom Una poltrona per due con Alessia Ventura de 2004 a 2008.
En Rai 2 en el verano de 2007 se unió a Flavia Cercato en Soirée . De 2007 a 2009 presentó Scorie, una variedad basada en una mezcla de imágenes curiosas de televisión, off-air, gags de estudio, invitados famosos y comediantes. En 2009 dejó Rai para pasar a Mediaset. Dirigió el Colorado Café en las ediciones de 2009 y 2010 con Rossella Brescia y Dj Angelo. En 2010 presentó junto a Juliana Moreira, Matricole & Meteore en Italia 1, con la participación de Dj Angelo. De vuelta en Rai, el 29 de marzo de 2011 presentó L'isola dei famosi en sustitución de la presentadora Simona Ventura, que había aterrizado en Honduras.
Del 25 de enero al 5 de abril de 2012, Savino acogió la novena edición de L'isola dei famosi en Rai 2, con el apoyo de Vladimir Luxuria como corresponsal y coanfitrión. A partir del 22 de noviembre del mismo año, Savino acogió la nueva edición de Un minuto per vincere en Rai 2. A partir de la temporada 2013/2014, nuevamente en Rai 2, después de cuatro años, regresó a Quelli che il calcio, esta vez como director y sucediendo a Victoria Cabello, primero en solitario, para luego unirse de 2015 a 2017 con Gialappa's Band. El 10 de mayo de 2014 comentó en vivo con Linus sobre la final del Festival de la Canción de Eurovisión 2014 en Rai 2.
En 2016 dirigió el DopoFestival 2016 en Rai 1 junto con Max Giusti y Gialappa's Band, experiencia que repitió al año siguiente siempre con Gialappa's Band y Ubaldo Pantani. Desde el 28 de diciembre de 2016 lidera Boss in incognito en Rai 2.
El 17 de mayo de 2017 se hizo oficial su regreso a Mediaset; de 2017 a 2021 fue uno de los directores de Le Iene . En 2018 presenta Italia 1 90 Especial, flanqueado por Katia Follesa, Ivana Mrázová y Cristiano Malgioglio, en verano está al frente de Balalaika - Dalla Russia col pallone con Ilary Blasi y Belén Rodríguez en Canale 5. En 2020 fue elegido por Amadeus para albergar L'altro Festival en Rai Play.
A partir del 8 de diciembre de 2021 presentará el nuevo formato musical Il Giovane Old en RaiPlay durante cinco miércoles. En 2022 presenta el nuevo programa Back to School en Italia 1. Posteriormente participó, esta vez como columnista, junto a Vladimir Luxuria, en la decimosexta edición de L'isola dei famosi, dirigida por Ilary Blasi .
El 30 de junio de 2022 oficializó su paso a Sky, dejando así Mediaset después de cinco años; llega a la franja de acceso al prime time de TV8 con el concurso 100% Italia.

### Cine
Nicola Savino trabajó como actor en la película Agente matrimoniale, producida por Eleonora Giorgi, con Corrado Fortuna, dirigida por Christian Bisceglia y música de Mario Venuti, estrenada el 6 de julio de 2007. Interpretó el papel de un camarero en la película Mi fido di te de Massimo Venier con Ale e Franz.
Como actor de doblaje, en 2011 prestó su voz a Will the Krill en Happy Feet 2, en 2016 al perezoso Flash en la película Zootopia y finalmente en 2018 al conejo Peter Rabbit en la primera película Peter Rabbit y en la secuela Peter Rabbit 2: The Runaway en el lanzamiento en el curso de 2020.

## Programas de televisión
| Año                      | Título                               | Cadeña     | Role         |
| ------------------------ | ------------------------------------ | ---------- | ------------ |
| 2003-2006, 2008-2009     | Quelli che... il Calcio              | Rai 2      | Enviado      |
| 2013-2017                | Quelli che... il Calcio              | Rai 2      | Conductor    |
| 2004-2007                | Sky Cine News                        | Sky Cinema | Conductor    |
| 2004                     | Sformat                              | Rai 2      | Conductor    |
| 2006-2009                | Deejay chiama Italia                 | All Music  | Conductor    |
| 2009-2015, 2018-presente | Deejay chiama Italia                 | Deejay TV  | Conductor    |
| 2015-2017                | Deejay chiama Italia                 | Nove       | Conductor    |
| 2017                     | Deejay chiama Italia                 | DMAX       | Conductor    |
| 2006                     | L'isola dei famosi                   | Rai 2      | Columnista   |
| 2011-2012                | L'isola dei famosi                   | Rai 2      | Conductor    |
| 2022                     | L'isola dei famosi                   | Canale 5   | Columnista   |
| 2007                     | Soirée                               | Rai 2      | Conductor    |
| 2007-2009                | Scorie                               | Rai 2      | Conductor    |
| 2009-2011                | Colorado                             | Italia 1   | Conductor    |
| 2010                     | Matricole & Meteore                  | Italia 1   | Conductor    |
| 2011                     | Star Academy                         | Rai 2      | Jurado       |
| 2012-2013                | Un minuto per vincere                | Rai 2      | Conductor    |
| 2014                     | Eurovision Song Contest              | Rai 2      | Comentarista |
| 2014                     | Quanto manca                         | Rai 2      | Conductor    |
| 2015                     | Techetechete'                        | Rai 1      | Episodio 67  |
| 2016-2017                | DopoFestival                         | Rai 1      | Conductor    |
| 2016                     | TIMmusic Onstage Awards              | Rai 2      | Conductor    |
| 2016                     | Sketch Point                         | Rai 2      | Conductor    |
| 2016-2017                | Boss in incognito                    | Rai 2      | Conductor    |
| 2017-2021                | Le Iene                              | Italia 1   | Conductor    |
| 2018                     | 90 Special                           | Italia 1   | Conductor    |
| 2022                     | Balalaika - Dalla Russia col pallone | Canale 5   | Conductor    |
| 2022                     | Back to School                       | Italia 1   | Conductor    |
| 2022-presente            | 100% Italia                          | TV8        | Conductor    |

### Autor
| Año       | Título       | Cadeña   | Role  |
| --------- | ------------ | -------- | ----- |
| 1996-2004 | Festivalbar  | Italia 1 | Autor |
| 1998-2002 | Le Iene      | Italia 1 | Autor |
| 2003      | Zelig Circus | Italia 1 | Autor |
| 2003      | Zelig Circus | Canale 5 | Autor |
| 2004      | Zelig Off    | Italia 1 | Autor |

## Televisión web
| Year      | Title            | Plataforma | Role      |
| --------- | ---------------- | ---------- | --------- |
| 2020      | L'altro Festival | RaiPlay    | Conductor |
| 2021-2022 | Il giovane Old   | RaiPlay    | Conductor |

## Filmografía

### Cine
| Year | Title                | Director            |
| ---- | -------------------- | ------------------- |
| 2004 | Natale a casa Deejay | Lorenzo Bassano     |
| 2004 | Do You Know Claudia? | Massimo Venier      |
| 2006 | Agente matrimoniale  | Christian Bisceglia |
| 2007 | I Trust You          | Massimo Venier      |

### Televisión
| Year      | Título               | Cadeña     |
| --------- | -------------------- | ---------- |
| 2006-2008 | Una poltrona per due | Sky Cinema |

### Doblador
| Título                                        | Role          |
| --------------------------------------------- | ------------- |
| Buon compleanno Paperino - 70 fantastici anni | voz narrativa |
| Happy Feet Two                                | Will il Krill |
| Zootopia                                      | Flash         |
| Peter Rabbit 2: The Runaway                   | Peter Rabbit  |

## Discografía

### Álbum
| Año  | Título                             | Artista       |
| ---- | ---------------------------------- | ------------- |
| 1993 | Pinocchio Vai!! (con i Pin-Occhio) | Nicola Savino |

### Individual
| Year | Título          | Artista       |
| ---- | --------------- | ------------- |
| 1993 | Pinocchio       | Nicola Savino |
| 1993 | Tutatutatutata  | Nicola Savino |
| 1993 | Vai!!           | Nicola Savino |
| 1994 | Enjoy the Music | Nicola Savino |
| 1994 | Happy Gipsies   | Nicola Savino |
| 1994 | The Return      | Nicola Savino |